# Метод квадратного кореня
Метод квадратного кореня — метод, що застосовується для розв'язку СЛАР з симетричною матрицею коефіцієнтів при змінних.
Цей метод відноситься до категорії точних чисельних методів.
Якщо в системи лінійних алгебраїчних рівнянь {\displaystyle Ax=b} матриця {\displaystyle A} є невиродженою ({\displaystyle detA\neq 0}) та симетричною ({\displaystyle A=A^{T}}), то розв'язок можна знайти методом квадратного кореня.

## Опис методу
Метод використовується для СЛАР виду:{\displaystyle {\begin{cases}a_{11}x_{1}+a_{12}x_{2}+{...}+a_{1n}x_{n}=b_{1}\\a_{21}x_{1}+a_{22}x_{2}+{...}+a_{2n}x_{n}=b_{2}\\{................................}\\a_{n1}x_{1}+a_{n2}x_{2}+{...}+a_{nn}x_{n}=b_{n}\end{cases}},}
де {\displaystyle a_{ij}=a_{ji}(i={\overline {1,n}};j={\overline {1,n}})}.

Процес розв'язання СЛАР складається з двох етапів:
1. Прямий хід, при якому початкова симетрична матриця визначається добутком двох взаємно транспонованих трикутних матриць: {\displaystyle A=U^{T}\cdot {U}}
2. Обернений метод квадратного кореня, при якому відбувається послідовне розв'язання двох трикутних систем:

{\displaystyle {\begin{matrix}U^{T}y=b;\\Ux=y\end{matrix}}}

### Прямий хід
=== Обернений метод квадратного кореня ===.

## LDL-розклад матриці
Матриця {\displaystyle A} симетрична, то ми можемо розкласти її на добуток матриць {\displaystyle A=LDL^{T}}, де {\displaystyle \ L} — одинична нижня трикутна матриця; {\displaystyle \ D} — діагональна матриця.
Отримаємо систему:
{\displaystyle LDL^{T}\cdot x=b}
Розв'язок {\displaystyle x} отримаємо послідовно розв'язавши дві трикутні СЛАР:
{\displaystyle LD\cdot y=b} та
{\displaystyle L^{T}\cdot x=y}.
Порівняно з загальнішими методами (метод Гауса чи LU-розклад матриці) він стійкіший і потребує вдвічі менше арифметичних операцій.